# Robuster Samtgecko
Der Robuste Samtgecko (Nebulifera robusta, Syn.: Oedura robusta) ist eine baumbewohnende Art der Geckoartigen aus der Familie der Doppelfingergeckos (Diplodactylidae). Sie ist die einzige Art der monotypischen Gattung Nebulifera und im Osten Australiens heimisch.

## Merkmale
Die Art erreicht eine Kopf-Rumpf-Länge von bis zu 8 Zentimetern damit gehört sie schon zu den größeren australischen Geckoarten. Der Schwanz kann fast dieselbe Länge erreichen wie der Körper. Die Grundfarbe der Tiere ist violett, der Rücken wird durch große hellviolette Flecken markiert, die an Nebelwolken erinnern. Diese Zeichnung hat zum Gattungsnamen Nebulifera geführt. Auf dem Rücken befinden sich sehr kleine Schuppen, die wesentlich kleiner als die ventralen Schuppen sind.
Der Kopf ist sehr flach, die Schnauze ist länger als der Abstand zwischen dem Auge und dem Ohr des Tieres. Das Auge hat ungefähr den doppelten Durchmesser der Ohröffnung. Beim Männchen sind 2 bis 5 Tuberkel um die Kloake herum zu finden.
Der Schwanz ist breit und stark abgeflacht. Er ist jedoch nicht ganz so breit wie der Körper und läuft nach hinten zu spitz aus.
Die Haftlamellen an den Füßen weisen Verbreiterungen auf, die wahrscheinlich dem Klettern auf den Bäumen dienen.

## Verbreitung
Der Robuste Samtgecko ist nur im östlichen Australien in den Bundesstaaten New South Wales und Queensland beheimatet. Die Art lebt auf Bäumen oder in felsigem Gebiet und kann sich auch an das Leben in der Nähe der Häuser im australischen Busch oder sogar an parkähnliche Nischen in Städten wie Brisbane anpassen.

## Systematik und Taxonomie
Der Robuste Samtgecko (Nebulifera robusta) wurde lange Zeit zur Gattung Oedura gezählt. Schon in ihrem im Jahr 1983 erschienenen Werk A synopsis of the class Reptilia in Australia wurde von Wells und Wellington vorgeschlagen, Nebulifera robusta zusammen mit drei weiteren Arten der Gattung Oedura als eigene Gattung Amalosia auszugliedern. Die Arbeit wurde kontrovers diskutiert und von den Wissenschaftlern, die sich mit Australiens Geckos befassten, kaum umgesetzt. Im Jahr 2012 wurde nach molekulargenetischen Untersuchungen von Oliver et al. die Ansicht von Wells und Wellington in Bezug auf die Gattung Amalosia weitgehend bestätigt, da sich zwei der vier von ihnen bezeichneten Arten als eigene Klade zusammenfassen ließen. Nebulifera robusta wurde jedoch nicht wie von Wells und Wellington vorgeschlagen in die Gattung Amalosia, sondern als einzige Art in die neu errichtete monotypische Gattung Nebulifera gestellt.